# Diego Assis
Diego Assis Figueiredo, auch bekannt unter Diego Assis (* 14. September 1987 im Bundesstaat Minas Gerais), ist ein brasilianischer Fußballspieler.

## Karriere
Seinen ersten Vertrag unterschrieb Diego Assis 2010 beim schwedischen Klub Assi IF in Risögrund. Für den Verein spielte er bis 2012 48 Mal in der Division 3. 2013 wechselte er nach Mariehamn zum IFK Mariehamn. Hier absolvierte er 100 Spiele in der Veikkausliiga, der höchsten Liga des Landes, und schoss dabei 24 Tore. 2015 holte er mit dem Club den nationalen Pokal und ein Jahr später wurde er auch Meister. 2017 zog es ihn nach Asien. Hier unterschrieb er einen Vertrag in Thailand bei dem in der Thai League spielenden Thai Honda Ladkrabang FC. Nach dem Abstieg in die Thai League 2 verließ er den Club und ging in die Vereinigten Arabischen Emirate, wo er sich al Ain Club aus al-Ain anschloss. Der Verein spielte in der höchsten Liga, der UAE Arabian Gulf League. Im August 2019 verließ er den Club und wechselte nach Indonesien. Hier nahm in der Erstligist Madura United bis Jahresende unter Vertrag. Nach einem Jahr Vereinslosigkeit wechselte er Anfang 2021 zum Ligarivalen Bali United und spielte dort für sechs Monate. Wegen diversen Verletzungen bestritt Assis in dieser Zeit nur ein Ligapokalspiel. Seit dem Sommer ist er wieder vereinslos.

## Erfolge
IFK Mariehamn
- Finnischer Meister: 2016
- Finnischer Pokalsieger: 2015